# Saturn V
För andra betydelser, se Saturn.
Saturn V (Saturn C-5), månraketen, var en flerstegsraket med tre raketsteg avsedd att användas endast en gång, som drevs av flytande raketbränsle. Raketen användes av NASA för Apolloprogrammet och Skylab. Saturn V var en vidareutveckling av de tidigare raketerna i serien Saturn som utvecklades under ledning av Wernher von Braun och Arthur Rudolph.

## Bakgrund
När John F. Kennedy tillkännagav att USA skulle sätta en människa på månen innan 1960-talets slut fanns ingen raket med kapacitet att föra en rymdfarkost till månen. Saturn I var under utveckling men hade ännu inte testflugits, och den skulle på grund av sin storlek inte kunna utföra detta uppdrag, åtminstone inte om man tänkte sig att flyga en månlandare med tillhörande rymdkapsel direkt från Jorden utan att montera ihop delarna i rymden, vilket skulle kräva flera uppskjutningar.
Den 10 januari 1962 tillkännagav Nasa att man skulle bygga Saturn V, då kallad Saturn C-5. Denna raket skulle bli den kraftfullaste raket som någonsin byggts. Den skulle konstrueras vid Marshall Space Flight Center i Huntsville, Alabama.
Konstruktörerna bestämde tidigt att så mycket teknologi som möjligt skulle tas från Saturn I-projektet. Saturn V:s tredje steg (S-IVB) var exempelvis en modifierad version av Saturn I:s andra steg. Även instrumenten i Saturn V påminde mycket om dem som fanns i Saturn I.
Saturn V var en imponerande maskin med sin höjd på 110,6 m och 10 m i diameter. Den vägde 3 038,5 ton och kunde ta en last på 118 ton till låg omloppsbana runt Jorden och 47 ton till månen.
Wernher von Braun och andra lämnade under åren efter Saturn V-projektet ett flertal förslag till ännu större raketer. Förslagen från 1950-talet fram till 1980-talet kallades vanligen för Nova. Över 30 av förslagen till nya raketer bar detta namn.

## Raketsteg
Saturn V bestod av tre steg:
1. S-IC, första steget, byggt av Boeing
2. S-II, andra steget, byggt av North American Aviation
3. S-IVB, tredje steget, byggt av Douglas Aircraft Company

Instrumenten i raketen byggdes av IBM och var placerade i S-IVB.

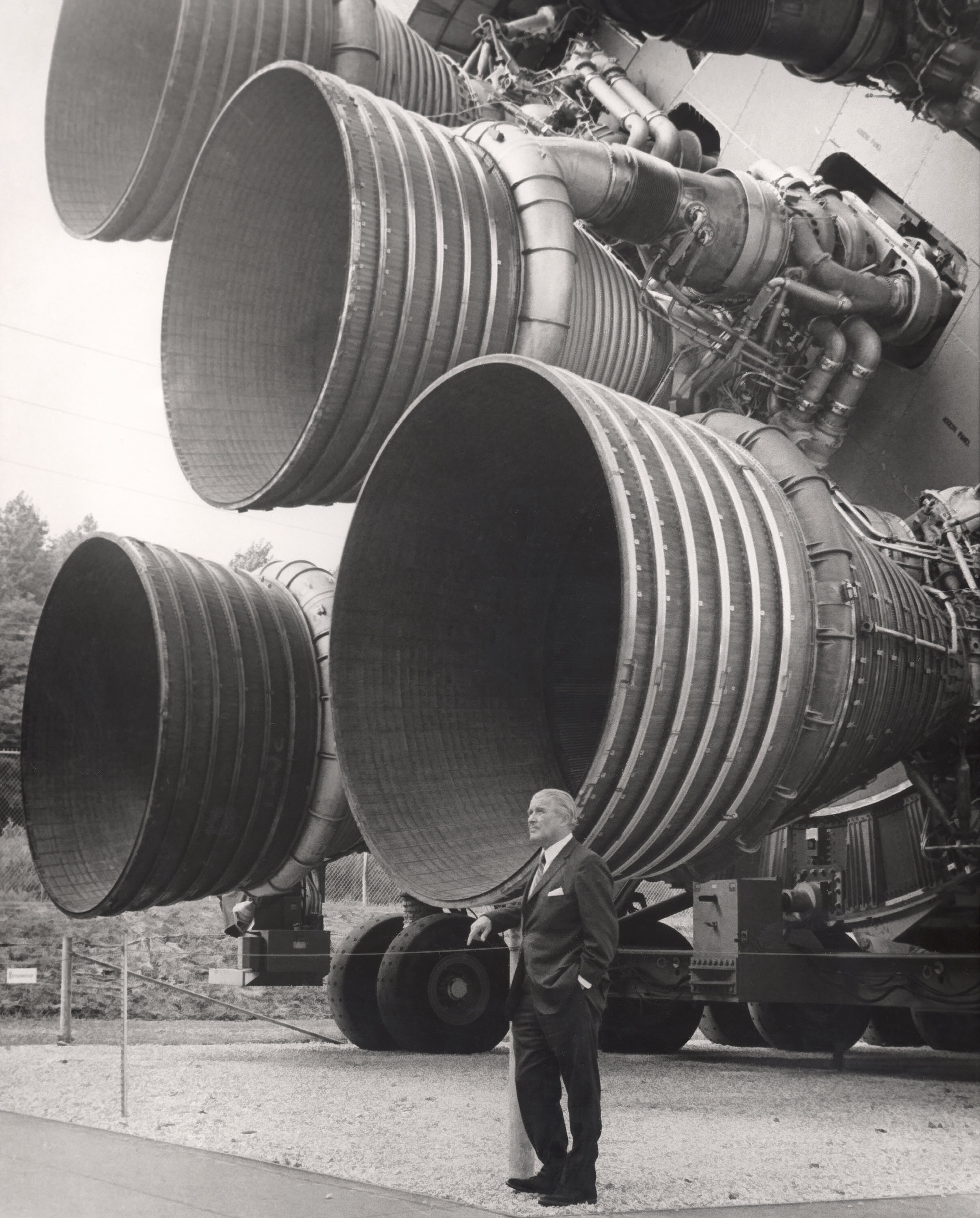
Första stegets motor och konstruktören von Braun

### S-IC
Första steget brann med en kraft upp till 34,2 MN i 2,5 minuter och tog raketen till höjd av 61 km och en hastighet av 8600 km/h. 2000 ton bränsle gick åt.

### S-II
Andra steget brann med en kraft upp till 5 MN i 6 minuter och tog raketen till en höjd av 185 km och en hastighet av 24 600 km/h.

### S-IVB
Tredje steget brann med en kraft av 1 MN i 2,5 minuter. Det slocknade cirka 12 minuter efter starten. Detta steg var det enda som följde med raketen hela vägen upp i omloppsbana runt Jorden. När raketen användes för Skylab 1 användes ett modifierat tredje steg.

## Månfärderna
När man nått tillräckligt hög hastighet för att nå omloppsbana runt jorden, stannade man i omloppsbana två varv. Man kontrollerade då att alla system fungerade normalt och man förberedde sig för färden till månen. Man hade här chans att vid nödfall återvända till jorden inom en relativt kort tid.
När detta var gjort startades S-IVB igen för att föra rymdkapseln till månen. Man lät S-IVB brinna i 5 minuter tills raketen färdades i över 10 km/s. Efter några timmar kopplades rymdkapseln (CSM) bort från tredje steget och vändes 180 grader för att docka med månlandaren (LEM), vilken funnits under rymdkapseln under uppskjutningen. Efter detta separerades rymdkapseln och månlandaren från S-IVB för att ensamma fortsätta sin färd mot månen.

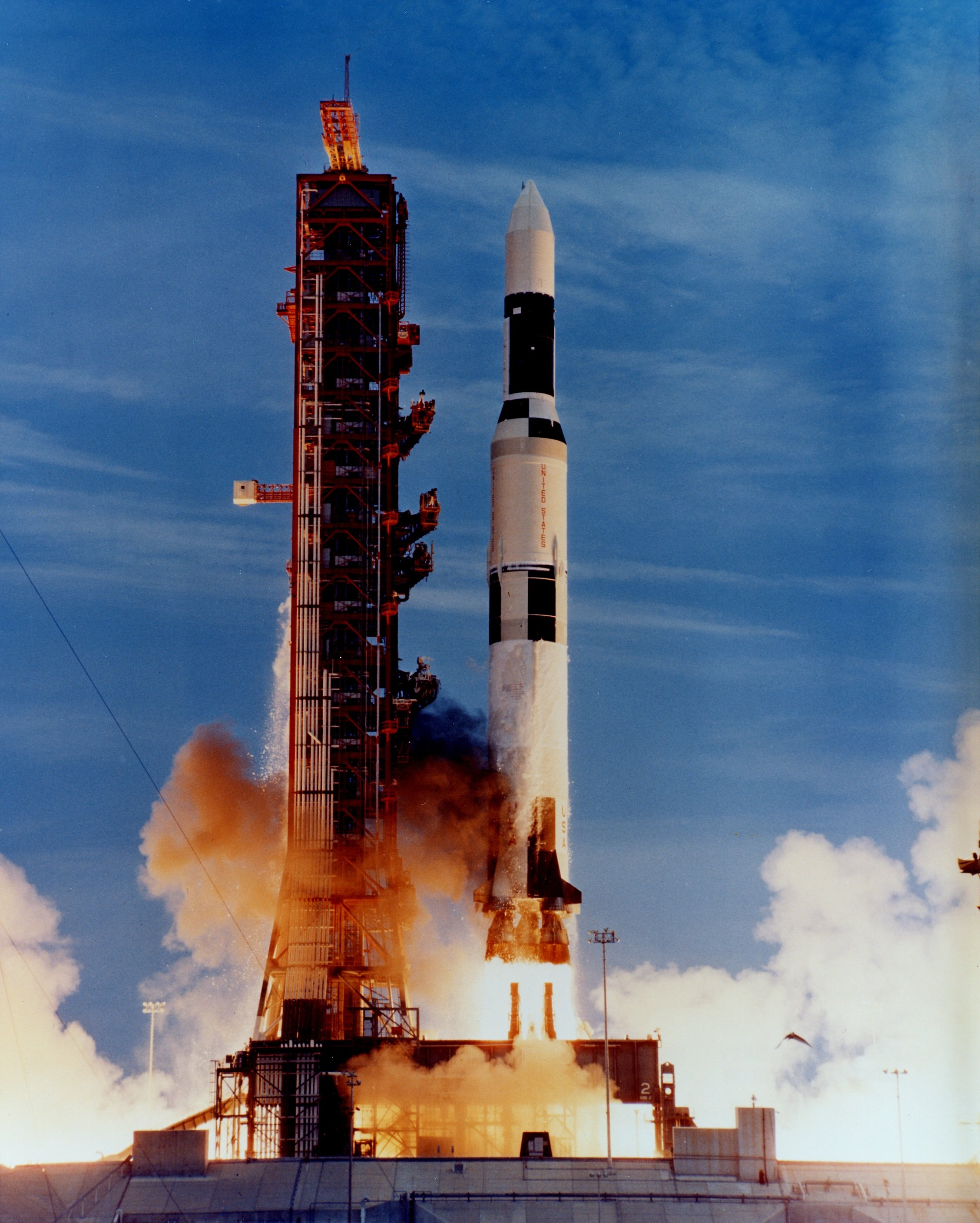
Den sista Saturn V-raket som sköts upp förde Skylab till omloppsbana runt Jorden.

Till sist ändrades S-IVB:s kurs för att den inte skulle kunna utgöra någon fara för framtida rymdflygningar. Detta gjordes genom att man använde det kvarvarande bränslet för att ge raketen fart. Antingen riktade man den mot solen, i vissa fall skickade man det mot månen för att låta det kraschlanda där, för att man med hjälp av en seismometer skulle kunna mäta de vibrationer det orsakade. Den information man fick genom detta experiment användes för att bestämma månens egenskaper. [källa behövs]

## Andra användningsområden
Förutom vid månfärderna användes Saturn V för att föra ut rymdstationen Skylab i omloppsbana runt Jorden. Själva rymdstationen utgjordes av ett modifierat tredje steg till en Saturn V-raket. Denna flygning, som är den senaste och förmodligen sista som gjorts med en Saturn V, hade således endast två steg för framdriften.
Rymdfärjan var från början tänkt att användas som ett komplement till Saturn V. Skytteln skulle transportera utrustning till och från ISS medan Saturn V-raketer skulle användas för transporter av delarna till rymdstationen. Man fick dock inga pengar till en andra omgång av Saturn V-raketer. [källa behövs]
En populär men osann legend berättar att Nasa ska ha tappat bort eller förstört ritningarna till Saturn V. Sanningen är dock att alla ritningar finns bevarade på mikrofilm vid Marshall Space Flight Center. Det är trots detta inte särskilt troligt att man kommer återuppta produktionen av en 50 år gammal rakettyp. [källa behövs]

## Alla flygningar
| Serienummer | Uppdrag       | Startdatum       | Anmärkning                                     |               |
| ----------- | ------------- | ---------------- | ---------------------------------------------- | ------------- |
| SA-501      | Apollo 4      | 9 november 1967  | Första testflygningen                          |               |
| SA-502      | Apollo 6      | 4 april 1968     | Andra testflygningen                           |               |
| SA-503      | Apollo 8      | 12 december 1968 | Första bemannade testflygningen och till månen |               |
| SA-504      | Apollo 9      | 3 mars 1969      | Test av månlandare i jordbana                  |               |
| SA-505      | Apollo 10     | 18 maj 1969      | Test av månlandare i månbana                   |               |
| SA-506      | Apollo 11     | 16 juli 1969     | Första bemannade månlandningen                 |               |
| SA-507      | Apollo 12     | 14 november 1969 | Landning nära Surveyor 3                       |               |
| SA-508      | Apollo 13     | 11 april 1970    | Uppdraget avbrutet, besättningen räddad        |               |
| SA-509      | Apollo 14     | 31 januari 1971  | Landning nära Fra Mauro                        |               |
| SA-510      | Apollo 15     | 26 juli 1971     | Första månbilen                                |               |
| SA-511      | Apollo 16     | 16 april 1972    | Landning vid Descartes                         |               |
| SA-512      | Apollo 17     | 6 december, 1972 | Sista Apollofärden till månen                  |               |
| SA-513      | Skylab 1      | 14 maj, 1973     | Endast två raketsteg                           |               |
| SA-514      | Aldrig använd | Aldrig använd    | Aldrig använd                                  | Aldrig använd |
| SA-515      | Aldrig använd | Aldrig använd    | Aldrig använd                                  | Aldrig använd |

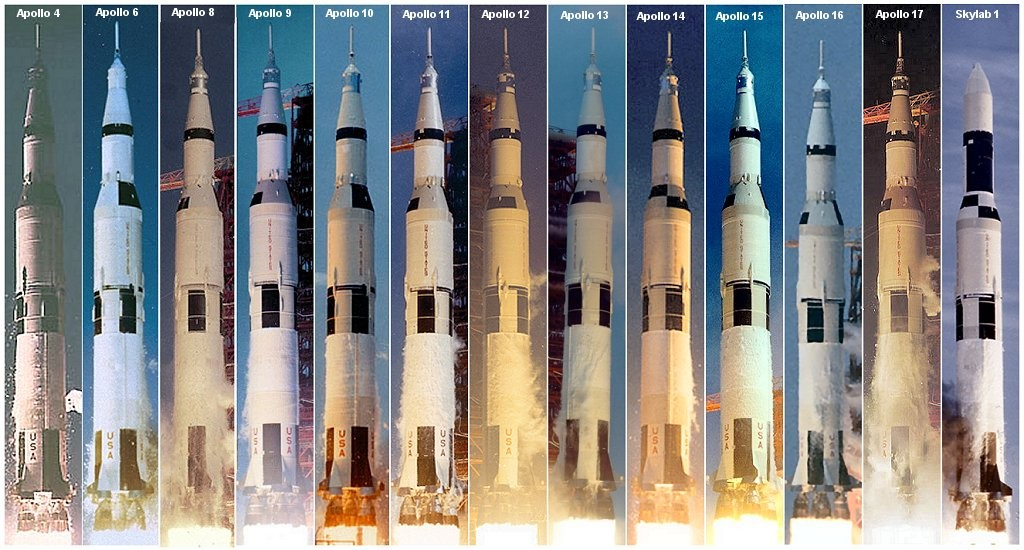
Fotomontage med alla uppskjutningar som gjorts med Saturn V

Om man är intresserad av att se en Saturn V på riktigt finns tre stycken uppställda på olika platser i USA:
- På Johnson Space Center
- På Kennedy Space Center
- På US Space & Rocket Center

Av dessa är det bara den på Johnson Space Center som endast innehåller steg som var avsedda för uppskjutning. Första steget till SA-515 finns på Michoud Assembly Facility i New Orleans.